# Polypore en ombelle
Polyporus umbellatus
Espèce
Polyporus umbellatus, le polypore en ombelle, ou Tripe du chêne, ou poule des bois (confusion possible avec le polypore en touffe) est une espèce de champignons basidiomycètes lignicoles de la famille des Polyporacées.

## Synonymes
Cette espèce a eu plusieurs synonymes (dont Boletus umbellatus, Boletus ramossissimus, Grifola umbellata).

## Caractéristiques
Ce polypore pousse sur le sol, le corps fructifère émergeant d'un sclérote associé principalement aux racines des chênes. Il se développe en été et au début de l'automne, dans les bois de feuillus. Comme beaucoup de polypores, il est un parasite redoutable pour les vieux arbres.

## Description
Le  champignon forme une masse qui peut atteindre 50 cm, formée de ramifications nombreuses qui portent à leur extrémité de petites ombelles au chapeau légèrement en entonnoir, ondulé, à surface pruineuse, fibrilleuse gris-bistré, devenant fauve-ochracé en vieillissant.
La chair est blanche, à odeur agréable lorsque le champignon est jeune.

Parmi les polypores consommés en Europe, c'est certainement l'un des plus spectaculaires. Becker (1977) fait état de carpophores pesant 29 kilogrammes et Ramsbottom (1923, p. 127) signale que Bommer a décrit un exemplaire dont le sclérote occupait 1 m2.  Celui-ci a d'ailleurs été nommé Sclerotium giganteum par Rostrup en 1889 : il a l'aspect d'un gros tubercule noduleux, revêtu d'un mince cortex brun-noir. L'intérieur est jaune pâle à la coupe et contient souvent des racines occluses vivantes de l'arbre parasité, généralement un chêne, d'où le nom français Tripe de chêne.

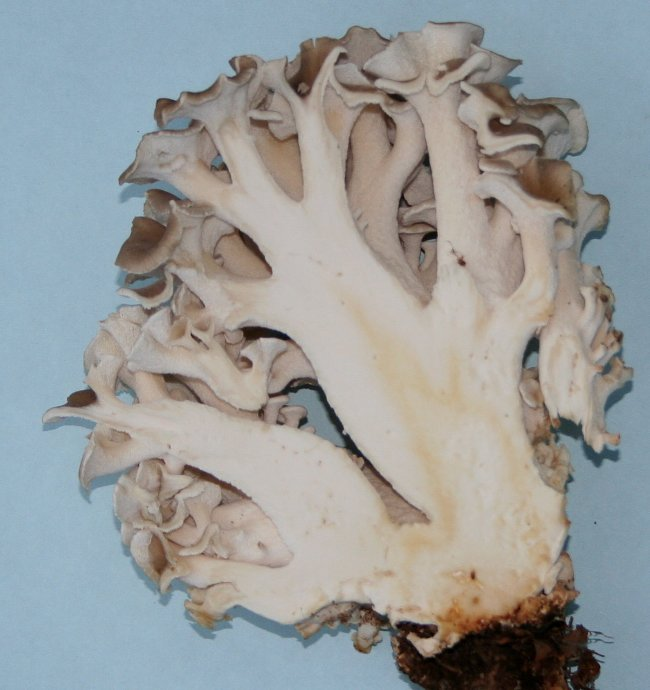
Coupe d'une touffe de fructification

## Utilisation
C'est un champignon rare bon comestible consommé jeune et recherché dans certaines régions. Seule la partie aérienne du champignon est consommée. Weber, 1964, p. 255) la signale sur les marchés de Genève et environs et Peltier ( in litt.) dit l'avoir vue en vente sur un marché de Luxembourg de juin à août.